# Deutsche Börse
Deutsche Börse AG или англ. Deutsche Börse Group — одна из самых крупных биржевых организаций мира, созданная в форме акционерного общества и осуществляющая организацию работы различных рынков ценных бумаг. Центральный офис группы Deutsche Börse расположен во Франкфурте-на-Майне. Представительства открыты и работают в Люксембурге, Лондоне, Нью-Йорке, Чикаго, Гонконге, Сингапуре, Токио, Пекине, Праге, Цюрихе и Москве.
Акции Deutsche Börse входят в число крупнейших компаний для определения индекса DAX.

## История
Компания была основана в 1992 году.
В 2000 году собственное клиринговое подразделение было объединено с люксембургской клиринговой компанией Cedel International (основана в 1970 году), в результате образовалась компания Clearstream.
В апреле 2023 года за 3,9 млрд евро была куплена датская компания SimCorp, разработчик программного обеспечения для управления инвестициями.

## Руководство
- Мартин Йеттер (Martin Jetter, род. в 1959 году) — председатель наблюдательного совета с 2018 года.
- Теодор Ваймер (Theodor Weimer, род. в 1959 году) — председатель исполнительного совета (CEO) с 2018 года.

## Деятельность
Подразделения по состоянию на 2022 год:
- Data & Analytics — рассчёт биржевых индексов и другая биржевая аналитика, выручка 652 млн евро;
- Trading & Clearing — торговля деривативами, контрактами на электроэнергию и минеральное сырьё, оптовый обмен валют, клиринговые услуги, выручка 2,187 млрд евро;
- Fund Services — хранение и осуществление операций с активами различных фондов, выручка 376 млн евро;
- Securities Services — операции с ценными бумагами (включая евробонды), выручка 1,123 млрд евро.

В центральном офисе и в её многочисленных представительствах и филиалах во всём мире трудится более 11 тыс. сотрудников. В состав группы входят следующие организации, осуществляющие работу на фондовом рынке в разных странах.
- Франкфуртская фондовая биржа — крупнейшая биржа Германии и одна из крупнейших бирж в мире.
- Биржа Eurex, которая была образована в 1998 году. 100 % акций этой биржи принадлежит Deutsche Börse AG. Биржа Eurex является одной из ведущих в мире бирж, торгующих производными финансовыми инструментами.
- Компания Clearstream, расположенная в Люксембурге. Компания представляет собой расчётно-клиринговую организацию (англ. Clearing House), которая занимается также оказанием депозитарных услуг. Компания также разрабатывает и предоставляет технические услуги (разработка программного обеспечения, развертывание и эксплуатация компьютеров и сетей, обеспечение и эксплуатацию сети участников).
- Дочерние компании, оказывающие услуги частным, корпоративным и институциональным инвестором, в том числе данные по состоянию и перспективам развития фондового рынка, индексам фондового рынка и другие услуги.
- Börse Frankfurt Zertifikate AG (Германия, 100 %)
- Clearstream Fund Centre AG (Швейцария, 100 %)
- Deutsche Boerse Market Data + Services Singapore Pte. Ltd. (Сингапур, 100 %)
- Eurex Services GmbH (Германия, 100 %)
- European Energy Exchange AG (Германия, 75,05 %)
- ISS HoldCo Inc. (США, 81,2 %)
- KNEIP Communication S.A. (Люксембург, 100 %)
- Qontigo GmbH (Германия, 78,44 %)
- 360 Treasury Systems AG (Германия, 100 %)